# Laurent Kurth
Pour les articles homonymes, voir Kurth.
Laurent Kurth, né le 19 septembre 1967 à La Chaux-de-Fonds (originaire de Rütschelen), est une personnalité politique suisse, membre du Parti socialiste.

## Biographie
Laurent Kurth naît le 19 septembre 1967 à La Chaux-de-Fonds. Il est originaire de Rütschelen, dans le canton de Berne. Il a deux sœurs. Leur père est enseignant ; leur mère, secrétaire.
Il grandit à La Chaux-de-Fonds. Après une licence en économie à l'Université de Neuchâtel obtenue en 1991, il devient successivement enseignant et formateur d'adultes, collaborateur scientifique puis chef du service de l'emploi du canton de Neuchâtel de 1994 à 2004.
Il est en couple et vit à La Chaux-de-Fonds.

## Parcours politique
Il adhère en 1993 au Parti socialiste.
Il se lance en politique à la Chaux-de-Fonds en 2000 en entrant au Conseil général. Quatre ans plus tard, il passe à l'exécutif communal, lors de la première élection du Conseil Communal par le peuple. Il y passe 8 ans.
Le 14 octobre 2012, il est élu au Conseil d'État du canton de Neuchâtel, succédant à Jean Studer, démissionnaire. Il est réélu le 19 mai 2013, devenant ainsi le doyen de fonction à ce poste. Il prend en charge le nouveau département des finances et de la santé. Il préside le gouvernement de juin 2022 à mai 2023.
En 2017, le peuple refuse son projet de concentration des soins hospitaliers aigus dans le bas du canton de Neuchâtel. Lors de la pandémie de COVID-19, il préside la Conférence latine des affaires sanitaires et sociales, ce qui lui donne une visibilité nationale.
Il annonce le 30 août 2023 sa démission pour la fin février 2024.